# Pietro Pivotto
Pietro Pivotto (* 29. April 1995 in Brescia) ist ein italienischer Leichtathlet, der sich auf den Sprint spezialisiert hat.

## Sportliche Laufbahn
Erste internationale Erfahrungen sammelte Pietro Pivotto im Jahr 2013, als er bei den Junioreneuropameisterschaften in Rieti mit 21,41 s im Halbfinale im 200-Meter-Lauf ausschied. 2016 gelangte er bei den U23-Mittelmeer-Meisterschaften in Tunis mit 10,64 s auf den vierten Platz im 100-Meter-Lauf und gewann mit der italienischen 4-mal-100-Meter-Staffel in 39,69 s die Silbermedaille hinter dem Team aus Frankreich. 2019 nahm er an der Sommer-Universiade in Neapel teil und schied dort mit 21,48 s im Semifinale über 200 Meter aus und verpasste mit der Staffel mit 40,77 s den Finaleinzug. 2022 startete er mit der 4-mal-400-Meter-Staffel bei den Mittelmeerspielen in Oran und gewann dort in 3:04,55 min die Silbermedaille hinter dem algerischen Team.
2022 wurde Pivotto italienischer Meister in der 4-mal-400-Meter-Staffel.

## Persönliche Bestleistungen
- 100 Meter: 10,55 s (−1,4 m/s), 7. Mai 2016 in Busto Arsizio
  - 60 Meter (Halle): 6,92 s, 31. Januar 2016 in Bergamo
- 200 Meter: 21,11 s (+1,3 m/s), 11. Juli 2015 in Savona
  - 200 Meter (Halle): 21,39 s, 9. Februar 2014 in Ancona
- 400 Meter: 46,24 s, 16. Juni 2022 in Grosseto
  - 400 Meter (Halle): 48,07 s, 22. Januar 2022 in Ancona